# 科尔内尔·迪努
科尔内尔·迪努（羅馬尼亞語：Cornel Dinu，1948年8月2日—），罗马尼亚男子足球运动员，司职后卫。他曾代表罗马尼亚国家队参加1970年国际足联世界杯，结果队伍止步小组赛阶段。